# Museum des Tatra-Nationalparks
Das Museum des Tatra-Nationalparks (poln. Muzeum Przyrodnicze Tatrzańskiego Parku Narodowego w Zakopanem) wurde 1984 in Zakopane als Naturkundemuseum gegründet. Der Sitz des Museums befindet sich im Stadtteil Bystre an der Grenze zum Tatra-Nationalpark.
Bis 2004 hatte das Museum eine Dauerausstellung, die von den Professoren Witold Paryski und Mieczysław Klimaszewski entworfen wurde. Seit 2005 werden wechselnde Ausstellungen in den Museumsräumen auf einer Fläche von ca. 600 m² gezeigt. Das Museum trägt den Namen des Ehepaars Zofia Radwańska-Paryska und Witold Paryski, die ihre Tatra-Sammlung dem Museum gestiftet haben.